# Calisay

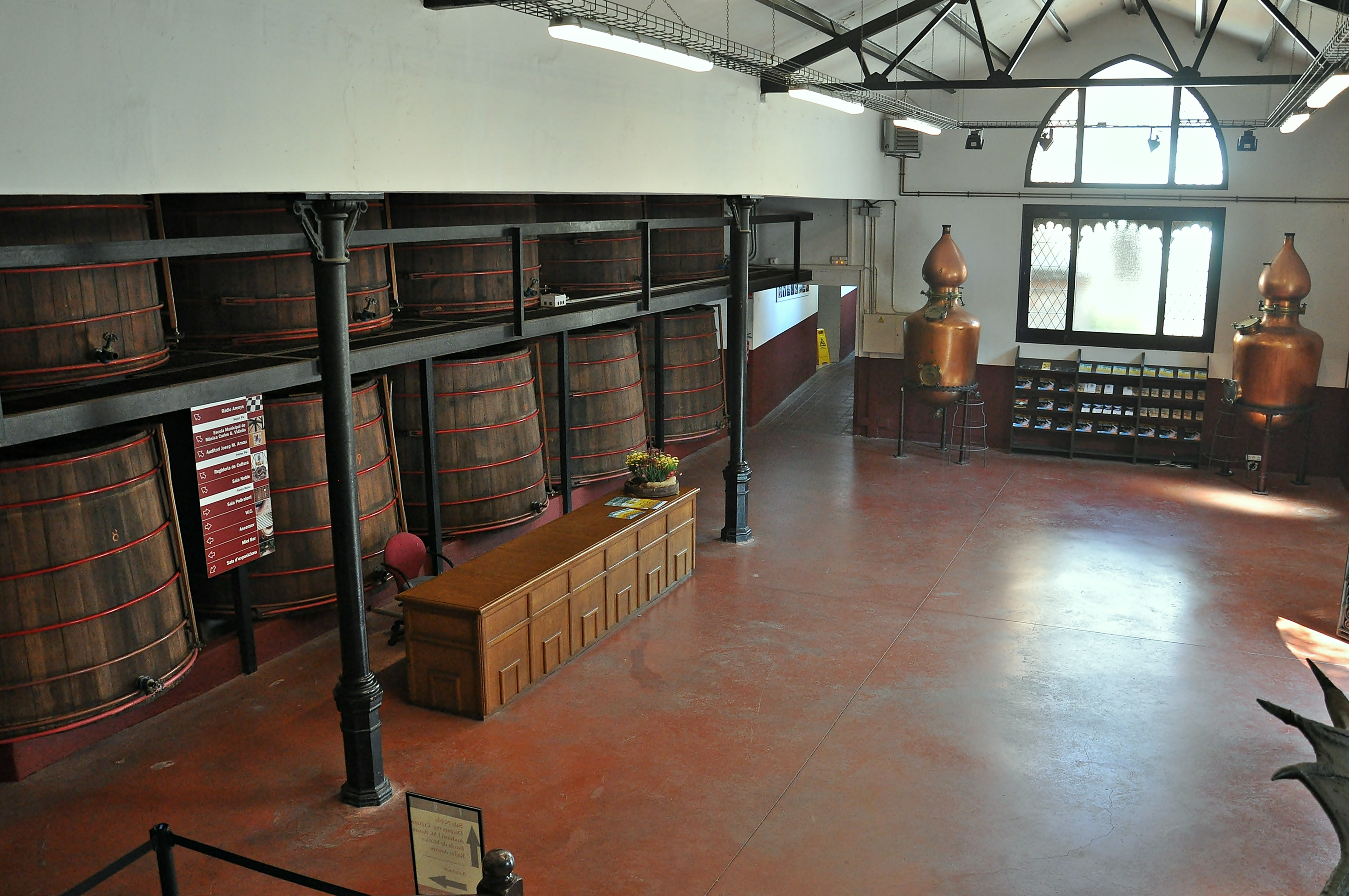
Factoria Calisay-Arenys de Mar

Calisay ist ein spanischer Chinin-Kräuterlikör. Er erhielt seinen Namen vom Cinchona-calisaya-Baum, einem peruanischen Strauch oder kleinen Baum mit duftenden gelbgrünen oder roten Blüten, die für seine deutlich erkennbare und charakteristische Bitterkeit verantwortlich sind. Calisay ist ein Likör auf Brandy-Basis und reift lange in Eichenfässern, bevor er abgefüllt wird. Er wurde als Verdauungsschnaps mit Wald-und-Wiesen-Aromen entwickelt.
Dieser Likör wurde ab Anfang des 19. Jahrhunderts in Katalonien hergestellt. 1875 in einer Fabrik in Arenys de Mar (einem kleinen Dorf am Mittelmeer) produziert, änderte sich dann ab 1980 mit dem Besitzerwechsel die Rezeptur. Calisay wird immer noch hergestellt, aber das moderne Produkt unterscheidet sich ziemlich vom ursprünglichen.